# 智利近北地區
智利近北地區（西班牙語：Norte Chico）是智利的五個傳統地理區域之一。Norte Chico字面意思是“小北方”，位於智利中北部，南緯26度和南緯32度之間，遠北地區以南，中部地區以北。範圍包括阿塔卡馬大區、科金博大區，面積115,756.1平方公里，人口1,043,754（2017年）。（或以科皮亞波河與阿空加瓜河為界，包含瓦爾帕萊索大區北部、不含阿塔卡馬大區北部。）
近北地區在地理上是一個過渡地帶，不像遠北地區那樣乾旱，但也不像中部地區那樣肥沃。傳統上，主要收入來源是畜牧業。主要城市是科皮亞波、拉塞雷納和科金博。
- 埃爾基河谷的農業地帶
- 科皮亞波
- 托洛洛山美洲際天文台